# 平井地区1号墳
平井地区1号墳（ひらいちくいちごうふん）は、群馬県藤岡市三ツ木にある古墳。形状は円墳。白石古墳群を構成する古墳の1つ。群馬県指定史跡に指定され（指定名称は「平井地区1号古墳」）、出土品は国の重要文化財に指定されている。

## 概要

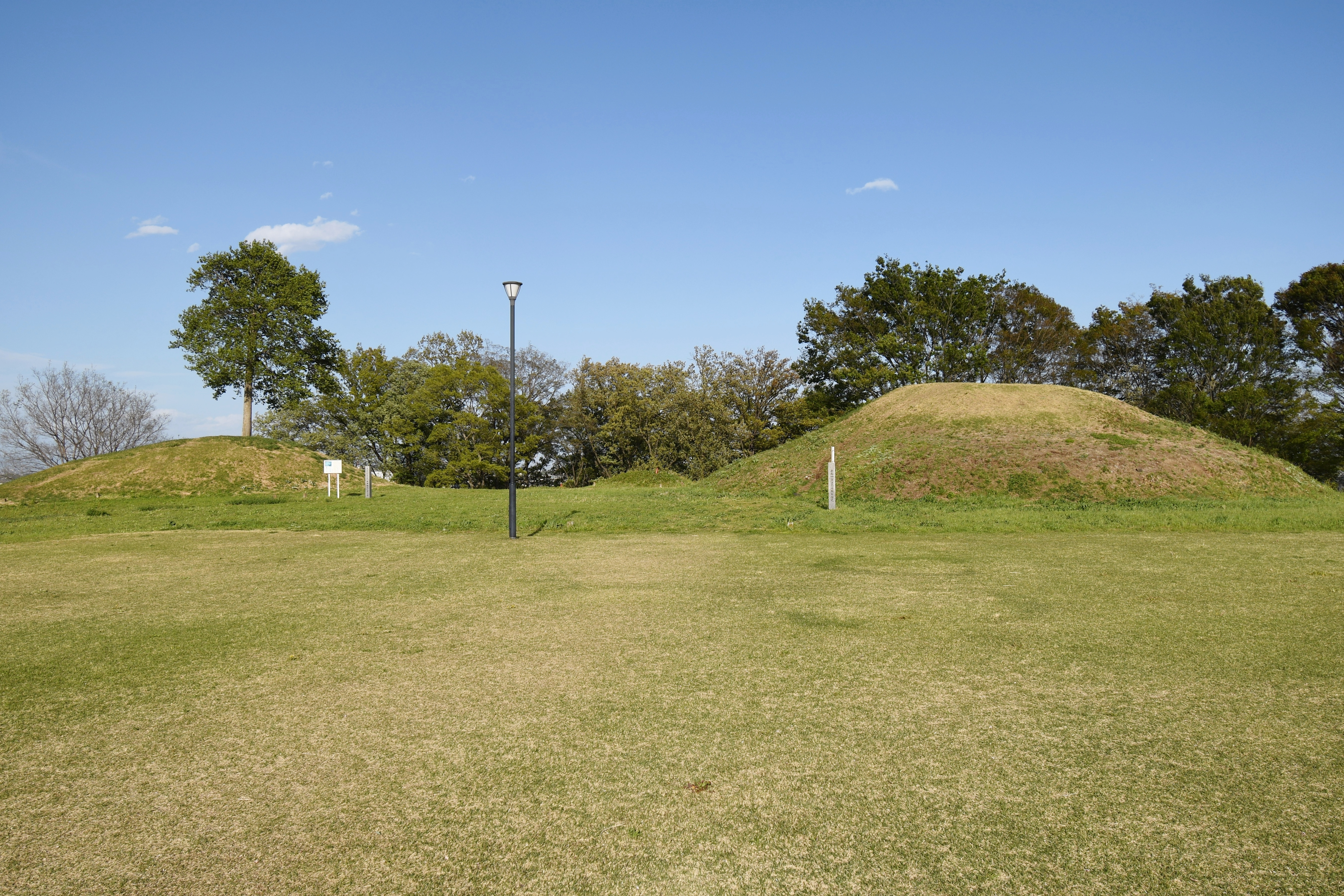
左に平井地区1号墳、右に皇子塚古墳

群馬県南部、鮎川左岸において舌状に張り出した河岸段丘北端に築造された古墳である。南には皇子塚古墳が隣接する。1991年度（平成3年度）に範囲確認調査が実施されている。
墳形は円形で、直径24メートル（または30メートル）・高さ3.5メートルを測る。墳丘は2段築成で、周囲には基壇を有する。墳丘外表では葺石のほか、円筒埴輪（朝顔形埴輪含む）・形象埴輪（家形・靱形・大刀形・鞆形・帽子形埴輪）が検出されている。また石室前・墳頂部の2ヶ所では小石を敷いた祭祀遺構が認められており、石室前では須恵器・土師器が置かれ、墳頂部では破砕された須恵器大甕が重ね置かれている。埋葬施設は両袖式の横穴式石室で、北方向に開口する。石室内部からは多数の副葬品が検出されており、特に装飾大刀の金銀装単鳳環頭大刀・銀象嵌円頭大刀が注目される。築造時期は古墳時代後期の6世紀後半頃と推定される（皇子塚古墳とほぼ同時期）。
古墳域は1993年（平成5年）に群馬県指定史跡に指定され、出土品は1997年（平成9年）に国の重要文化財に指定された。現在では史跡整備のうえで毛野国白石丘陵公園内で公開されている。

## 遺跡歴
- 1991年度（平成3年度）、範囲確認調査（藤岡市教育委員会、1993年に報告書刊行）。
- 1993年（平成5年）4月20日、群馬県指定史跡に指定[3]、出土品が群馬県指定重要文化財に指定。
- 1997年（平成9年）6月30日、出土品が国の重要文化財に指定[4]（出土品の群馬県指定重要文化財の指定は解除）。

## 埋葬施設
埋葬施設としては、両袖式の横穴式石室が構築されており、横穴式石室としては珍しく北方向に開口する。石室の規模は次の通り。
- 石室全長：6.8メートル[2]
- 玄室：長さ3.65メートル、奥壁幅2.1メートル、玄門幅1.25メートル
- 羨道：長さ3.15メートル、幅0.85メートル

石室は凝灰岩の切石の切組手法によって構築される。石室前には須恵器・土師器を置く祭祀遺構が認められる。

## 出土品
石室内から検出された副葬品は次の通り。
- 大刀
  - 金銀装単鳳環頭大刀 1
  - 銀象嵌円頭大刀 1
  - 直刀 1
- 金環 15
- 鉄鏃 22
- 刀子 1
- 両頭金具 9
- 馬具
- 小札
- 鉄製模造品 - 鋤、斧、鑿。
- 須恵器長頚壺

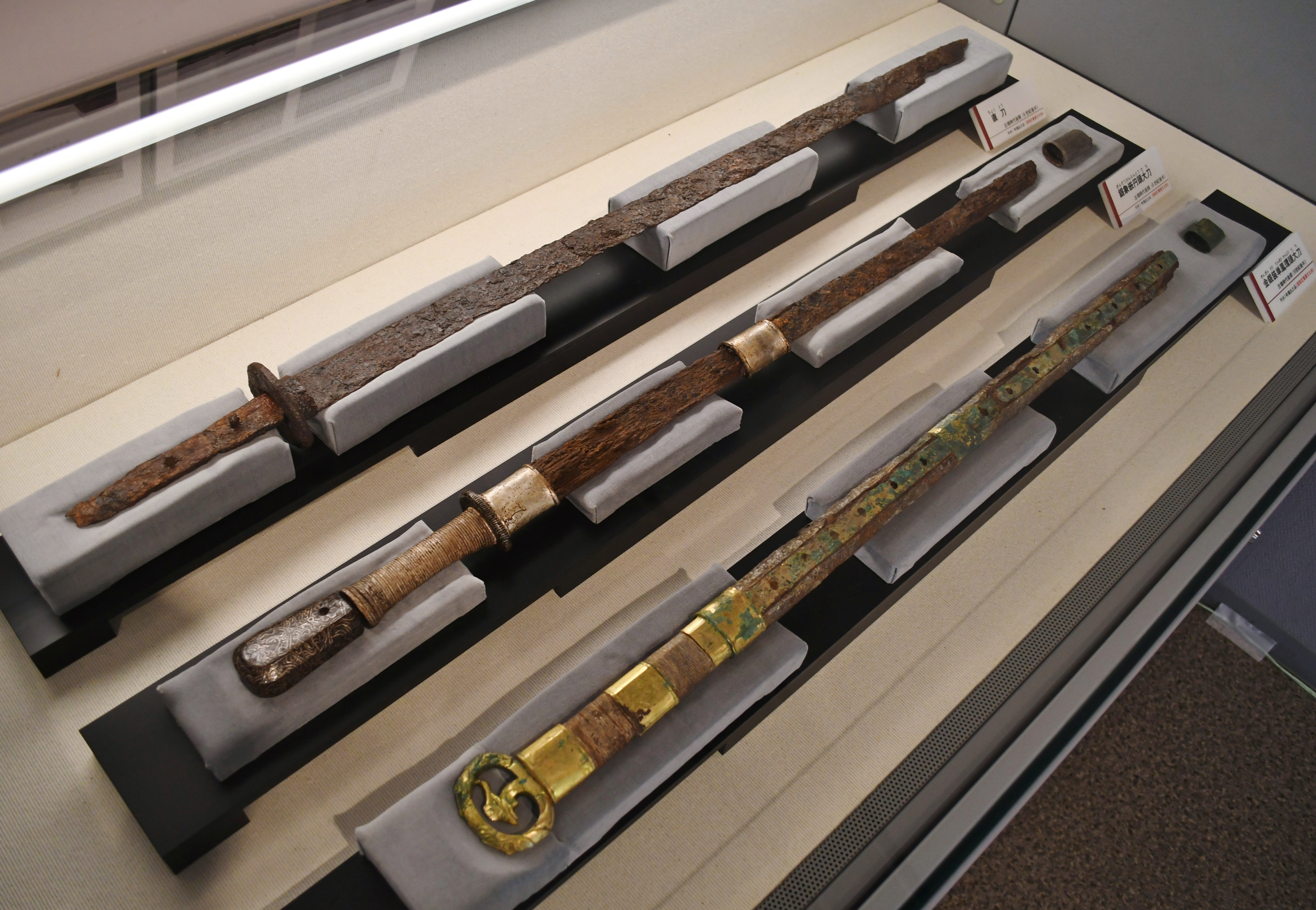
（手前から）金銀装単鳳環頭大刀
・銀象嵌円頭大刀・直刀
（国の重要文化財）藤岡歴史館展示（他画像も同様）。

そのほか、石室前からは土師器（坏3・壺1・甕1）・須恵器（高坏5・坏1・短頚壺1・横瓶2・提瓶1・𤭯1）、墳頂からは須恵器（大甕2）、墳丘外表からは円筒埴輪（朝顔形埴輪含む）・形象埴輪（家形・靱形・大刀形・鞆形・帽子形埴輪）が検出されている。これらの出土品は国の重要文化財に指定されている。

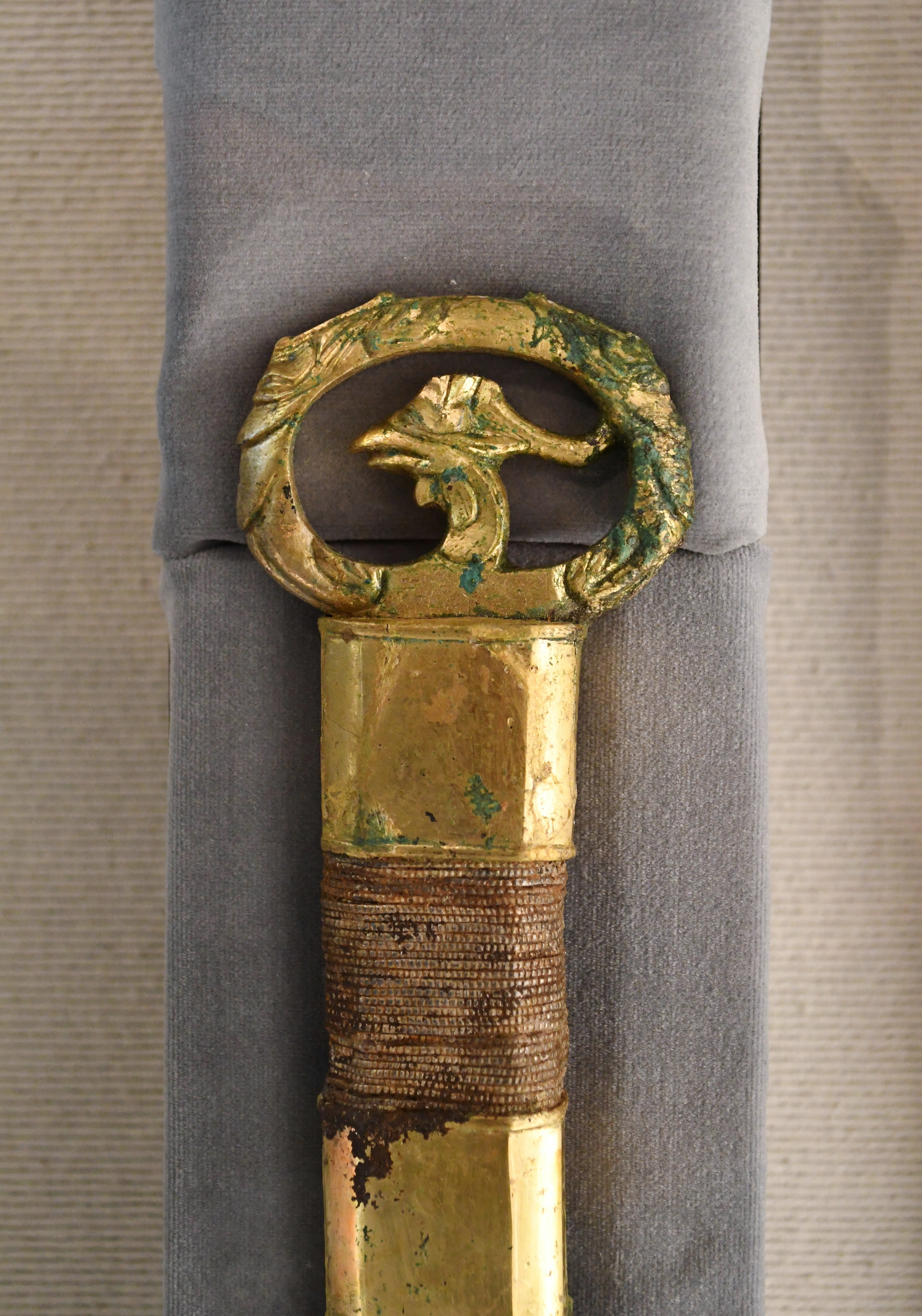
金銀装単鳳環頭大刀（環頭部）
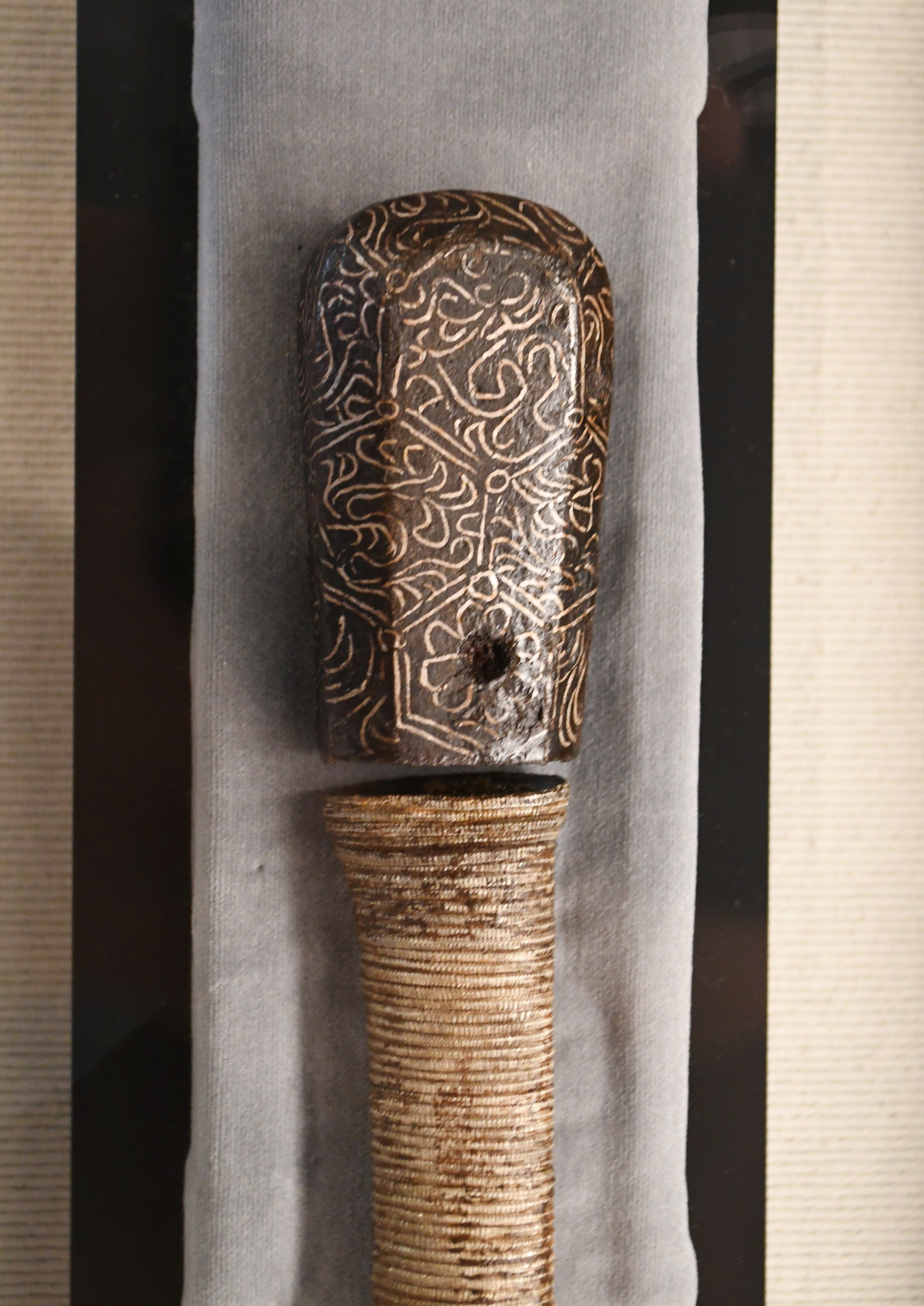
銀象嵌円頭大刀（円頭部）

## 文化財

### 重要文化財（国指定）
- 群馬県平井一号墳出土品（考古資料） - 明細は以下。1997年（平成9年）6月30日指定[4]。

石室内出土
- 大刀
  - 金銀装環頭大刀 1口
  - 銀象嵌円頭大刀 1口
  - 鉄大刀 1口
- 金環 15箇
- 鉄鏃 22本
- 刀子 1口
- 両頭金具 9箇
- 馬具残欠 一括
- 小札残欠 一括
- 鉄製模造品
  - 鋤残欠 1箇分
  - 斧 1箇
  - 鑿 1箇
- 須恵器長頚壺残欠 3箇分

石室前出土
- 土師器
  - 坏 3箇
  - 壺 1箇
  - 甕 1箇
- 須恵器
  - 高坏 5箇
  - 坏 1箇
  - 短頚壺 1箇
  - 横瓶 2箇
  - 提瓶 1箇
  - 𤭯 1箇
- 附 土師器・須恵器残欠 一括

墳頂出土
- 須恵器大甕 2箇
- 埴輪
  - 家 2箇分
  - 靱 2箇
  - 大刀 2箇
  - 鞆 2箇
  - 帽子 2箇
  - 円筒 2箇分
  - 附 家・靱・大刀・鞆・帽子・円筒残欠 一括

墳丘裾出土
- 埴輪
  - 円筒 16箇
  - 朝顔 3箇
  - 附 円筒・朝顔残欠 一括

### 群馬県指定文化財
- 史跡
  - 平井地区1号古墳 - 1993年（平成5年）4月20日指定[3][5]。

## 関連施設
- 藤岡歴史館（藤岡市白石） - 平井地区1号墳の出土品等を保管・展示。

## 関連文献
（記事執筆に使用していない関連文献）
- 『平井地区1号古墳（範囲確認調査報告書VIII）』藤岡市教育委員会、1993年。